# Os quatro grandes do Rio de Janeiro

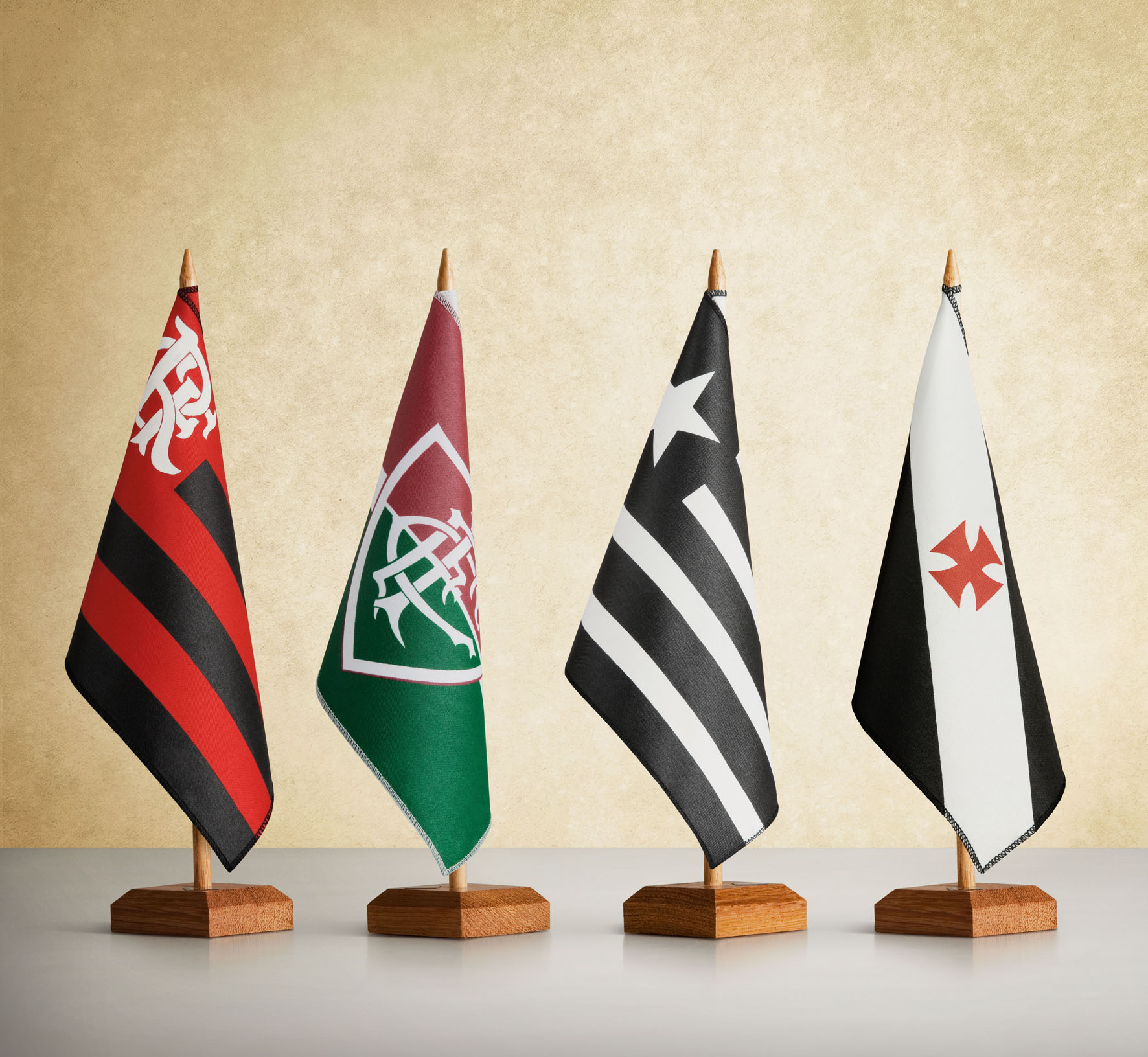
Bandeiras de Flamengo, Fluminense, Botafogo e Vasco da Gama, respectivamente.

Os quatro grandes do Rio de Janeiro é como são chamados os maiores clubes de futebol deste estado brasileiro, a saber, Botafogo, Flamengo, Fluminense e Vasco da Gama. Os quatro estão entre os mais vitoriosos do Brasil e possuem performances mais destacadas que os outros clubes que representam o estado do Rio de Janeiro em competições nacionais e internacionais, campeões cariocas, brasileiros e da Copa Libertadores da América,  a principal competição continental.
A cidade do Rio de Janeiro, sede dos quatro grandes, é aquela que reunia mais clubes profissionais no Brasil em 2018, um total de 28 clubes, contra 9 clubes de Belém, a segunda colocada, com o Estado do Rio de Janeiro tendo 69 clubes em todas as suas divisões neste ano citado.
Em 2024 o Rio de Janeiro se tornou a primeira cidade brasileira a ter quatro finalistas consecutivos da Copa Libertadores da América, com três clubes diferentes disputando a fase máxima da competição nesses quatro anos, cidade que também em 2024 se tornou a primeira do continente a ter três clubes participando das quartas de finais numa mesma edição e que ao seu final consagrou o quarto clube carioca campeão da principal competição da América do Sul, além da primeira a ostentar um tricampeonato continental seguido com três clubes diferentes, considerando as principais competições continentais, classificando os três campeões para a disputa da Copa do Mundo de Clubes da FIFA de 2025, a maior competição entre clubes realizada pela FIFA até então, a cidade com mais representantes.
Segundo estado mais rico do Brasil pelos dados do IBGE e que produziu 11,6% da riqueza nacional em 2018, com uma área de 43 780,172 km² e cerca de 17 milhões de habitantes, o Estado do Rio de Janeiro pode ser comparado a nações como Países Baixos em população e tamanho, ou Chile, considerando o quesito população, para entendimento da importância de suas competições estaduais, e assim como o futebol do Países Baixos ostentava três clubes campeões da principal competição de seu continente até o quarto conquistar a Libertadores em 2024, contra um do Chile, sendo que apenas os países Brasil e Argentina possuem mais campeões da Copa Libertadores da América que a cidade do Rio de Janeiro, esses dois países e também o Uruguai, as únicas nações que tem mais títulos. Sua economia, segundo dados de 2013, é maior do que a chilena, sendo esse o país latino-americano com dados mais próximos para efeito de comparação.
Além dos títulos conquistados, os quatro grandes do Rio de Janeiro se destacam nacional e internacionalmente de diversas formas.

## Os quatro grandes clubes
O Botafogo é o carioca com mais títulos no Torneio Rio-São Paulo (quatro), o clube que mais cedeu jogadores para a Seleção Brasileira em copas do mundo (quarenta e sete) e o terceiro que mais cedeu jogadores às copas em que o Brasil foi campeão. É detentor da maior goleada e da maior sequência invicta em partidas oficiais do futebol brasileiro. Em seus quadros esteve Garrincha, apontado como um dos maiores craques da história do futebol mundial. Foi o primeiro carioca campeão nacional, em 1968, e primeiro carioca a vencer uma final de caráter continental no Maracanã, ao ganhar a Copa CONMEBOL de 1993, contra o Peñarol.
O Flamengo possui a maior torcida do Brasil e a maior torcida da Euro-América considerando apenas torcedores do país dos clubes. Uma das três equipes que sempre disputaram a divisão principal do Campeonato Brasileiro, é também o clube que mais contribuiu com jogadores para a Seleção Brasileira principal considerando todos os jogos (cento e vinte e sete atletas até maio de 2020). Foi o primeiro carioca campeão da Copa Libertadores, em 1981, sendo o único campeão mundial, feito que obteve na Copa Intercontinental do mesmo ano, contra o Liverpool. Voltou a vencer a Libertadores em 2019 e 2022, sendo o maior campeão brasileiro desta ao lado de outros quatro times tricampeões da competição (Grêmio, Palmeiras, Santos e São Paulo).
O Fluminense é, entre os clubes do G-12 nacional, o mais antigo a praticar o futebol. O Estádio das Laranjeiras foi a primeira casa da Seleção Brasileira, sediando dezessete jogos desta entre 1914 e 1932. É o único clube de futebol do mundo no Século XX a ter conquistado a Taça Olímpica, em 1949, ano no qual também foi apontado pelo presidente da FIFA, Jules Rimet, como "a organização esportiva mais perfeita do mundo". Ao conquistar a Copa Rio Internacional de 1952, tornou-se o primeiro carioca campeão internacional no Maracanã. O clube também é o primeiro carioca campeão da Copa Libertadores no Maracanã, na edição de 2023, quando também se tornou o primeiro clube campeão da competição a vencer cinco ex-campeões em sua campanha até o título (Boca Juniors, River Plate, Olimpia, Internacional e Argentinos Juniors). Com a conquista da Recopa Sul-Americana de 2024, contra a LDU, tornou-se o clube brasileiro com mais títulos internacionais na história do Maracanã (três).
O Vasco da Gama foi a primeira instituição brasileira de futebol (clube ou seleção) a conquistar título em território estrangeiro e o primeiro clube a ter o posto de "campeão-sul-americano", ao vencer o Sul-Americano de Campeões de 1948. Pelo Torneio de Paris de 1957, tornou-se o único clube não europeu a derrotar o Real Madrid entre 1955 e 1959 (antes da estreia da Copa Intercontinental, em 1960), período em que o time espanhol foi campeão das cinco primeiras edições da Copa dos Campeões da Europa. Quando do título da Copa Libertadores de 1998, tornou-se o primeiro carioca bicampeão sul-americano. São Januário, seu estádio, era o maior da América Latina quando da sua inauguração, em 1927. Roberto Dinamite, o maior ídolo da história do clube, é o maior artilheiro da história do Campeonato Brasileiro (190 gols), da história do Campeonato Carioca (279 gols), da história do estádio de São Januário (184 gols), e da história dos clássicos contra seus três rivais (27 gols contra o Flamengo, 36 gols contra o Fluminense, e 25 gols contra o Botafogo).
Um Fla-Flu detém o recorde mundial de público de partidas entre clubes: 194.603 espectadores, na final do Campeonato Carioca de 1963, conquistado pelo Flamengo após um empate sem gols (já que bastava o rubro-negro não ser derrotado para ser campeão).

## Conquistas nacionais
Em âmbito nacional, os chamados quatro "grandes" clubes cariocas conquistaram 18 Campeonatos Brasileiros (7 do Flamengo, 4 do Fluminense, 4 do Vasco e 3 do Botafogo), 7 Copas do Brasil (5 do Flamengo, 1 do Fluminense e 1 do Vasco) e 1 Copa dos Campeões da CBF (do Flamengo). Ainda em âmbito nacional, três entre os quatro grandes venceram Campeonatos Brasileiros de divisões inferiores: o Fluminense, a Série C em 1999; o Vasco da Gama, a Série B em 2009; e o Botafogo, a Série B em 2015 e 2021.
Desde a criação da Taça Brasil em 1959 (primeira competição de clubes de abrangência nacional, aberta a clubes de todos os estados) até o fim da temporada 2019 do futebol brasileiro, entre os estados do Brasil, o futebol do Rio de Janeiro é o segundo mais vitorioso na principal competição de clubes dessa nação, com 16 conquistas do Campeonato Brasileiro, todas pelos quatro grandes, atrás de São Paulo, com 32, e a frente de Minas Gerais e Rio Grande do Sul, com 5 títulos cada um. Clubes cariocas decidiram entre si, em confrontos diretos, o título brasileiro, por duas vezes: Fluminense e Vasco em 1984, e Flamengo e Botafogo em 1992.
Na segunda competição nacional, a Copa do Brasil, apenas a cidade do Rio de Janeiro teve 3 clubes campeões, tendo o Botafogo se sagrado vice campeão em 1999. Apenas uma vez houve decisão entre clubes cariocas nessa competição, em 2006, envolvendo Flamengo e Vasco.

### Campeonato Brasileiro de 1987
A conquista, pelo Flamengo, do Módulo Verde do Campeonato Brasileiro de 1987, é desde então tratada pelo clube, sua torcida e por expressiva parte da imprensa como um título de campeão brasileiro ao mesmo, e chegou a ser assim reconhecida pela CBF, tendo o reconhecimento sido posteriormente revogado por força de decisão judicial, decisão reiterada em 18 de abril 2017 pelo Supremo Tribunal Federal.
A conquista do citado Módulo contou com a participação de todos os quatro grandes do Rio de Janeiro, juntamente a outros 12 clubes, perfazendo um total de 16 participantes, 14 dos quais estavam entre os então 16 primeiros do Ranking da CBF, sendo que 10 entre os 16 clubes participantes do Módulo Verde estavam entre os 16 primeiros do Campeonato Brasileiro do ano anterior (1986), com os demais 6 (entre os 16 melhores no Brasileiro de 1986) estando no Módulo Amarelo de 1987, incluindo America e Guarani, respectivamente semifinalista e vice-campeão do Campeonato Brasileiro de 1986 e que estavam à época entre os 16 primeiros do Ranking da CBF. Em respeito às decisões judiciais, o título não é contabilizado ao Flamengo.

## Conquistas internacionais
Em competições internacionais, o Estado do Rio de Janeiro é o segundo em número de títulos internacionais oficialmente reconhecidos, sendo também o segundo disparado em número de participações e em número de títulos nacionais oficialmente reconhecidos e de 1ª Divisão, superado apenas por São Paulo nestes quesitos. Somados títulos oficiais nacionais e internacionais, o Rio de Janeiro aparece como o segundo estado mais vitorioso do país (42 títulos até março de 2024), superado apenas por São Paulo (80 títulos, no mesmo período), e à frente de Minas Gerais (28 títulos) e Rio Grande do Sul (26 títulos). 
Entre os clubes cariocas, até 1996 o Flamengo era o único reconhecido como campeão sul-americano (1981). Com o reconhecimento dado pela CONMEBOL em 1996 ao Campeonato Sul-Americano de Campeões, e a participação do Vasco da Gama na Supercopa dos Campeões da Libertadores em 1997 em função deste título (competição que incluía apenas os campeões da Copa Libertadores), Flamengo e Vasco da Gama passaram a ter sido ambos reconhecidos como campeões sul-americanos, e com o título da Copa Libertadores em 1998, o Vasco da Gama passou a ser o único clube carioca a ter sido reconhecido como bicampeão sul-americano (1948 e 1998) até então, com o Flamengo igualando o feito em 2019, chegando ao terceiro título em 2022 e o Fluminense conquistando o título de campeão logo a seguir, na edição de 2023, o primeiro clube carioca a ser campeão da Libertadores no Maracanã. Com o reconhecimento da FIFA à Copa Intercontinental, o Flamengo passou a ser o único clube carioca a ter sido reconhecido como campeão mundial (1981), tendo Fluminense e Vasco da Gama sido finalistas de edições organizadas pela FIFA a partir do ano de 2000.
Na edição da Copa Libertadores da América de 2024 o Rio de Janeiro tornou-se a primeira cidade a classificar três clubes para as quartas de final na principal competição continental, quando Botafogo, Flamengo e Fluminense alcançaram a classificação e ao seu final o Botafogo se sagrou campeão.

### Conquistas sul-americanas
Em âmbito sul-americano, os clubes cariocas conquistaram treze títulos (seis do Flamengo, três do Vasco, dois do Fluminense e dois do Botafogo), sete dos quais disputados com o objetivo de indicar o campeão sul-americano: três do Flamengo, a Copa Libertadores da América de 1981, Copa Libertadores da América de 2019 e a Copa Libertadores da América de 2022; dois do Vasco: a Copa Libertadores da América de 1998 e o Campeonato Sul-Americano de Campeões de 1948 ; um do Fluminense: a Copa Libertadores da América de 2023; e um do Botafogo: a Copa Libertadores da América de 2024. 
Em relação ao Campeonato Sul-Americano de Campeões de 1948, este não foi organizado pela CONMEBOL como uma de suas competições oficiais, mas organizado com o apoio do seu então presidente Luiz Valenzuela tendo sido a única competição sul-americana, além da Copa Libertadores, cujo título rendeu vaga na Supercopa dos Campeões da Libertadores (competição de clubes oficial da Conmebol que permitia a participação apenas dos campeões da Copa Libertadores, sem dar vaga aos campeões de competições secundárias da CONMEBOL, como a Copa Conmebol), através de reconhecimento outorgado em 1996 pelo Comitê Executivo da CONMEBOL, tendo a CONMEBOL qualificado a competição de 1948 como a antecedente que se tornou a Copa Libertadores, e o Vasco da Gama como o primeiro campeão sul-americano.
Além dos títulos de campeão, o Fluminense sagrou-se vice campeão da Copa Libertadores da América de 2008, o Flamengo foi vice em 2021 e o Botafogo alcançou semifinais na Copa Libertadores da América de 1963 e na de 1973, essa última, fase disputada por seis clubes. Em apenas uma ocasião houve confrontos envolvendo clubes cariocas válidos pela principal competição continental, em 1985, tendo como oponentes Fluminense e Vasco.
Com relação às competições secundárias da CONMEBOL (competições não disputadas com o objetivo de indicar o campeão sul-americano, sendo de importância inferior à Copa Libertadores), o Botafogo sagrou-se campeão da Copa Conmebol de 1993, o Fluminense vice-campeão da Copa Sul-Americana de 2009, e o Flamengo vice-campeão da mesma em 2017, sendo estas respectivamente a antiga e a atual competição secundária continental. Flamengo e Vasco conquistaram ainda a Copa Mercosul, competição da Conmebol disputada por clubes da Argentina, Brasil, Chile, Paraguai e Uruguai, em 1999 e 2000, respectivamente. O Flamengo venceu ainda a Copa Ouro,competição da Conmebol disputada entre 1993 e 1997 por campeões dos torneios dessa entidade, a Recopa Sul-Americana, e foi duas vezes vice-campeão da Supercopa Sul-Americana e uma vez vice-campeão da Copa Mercosul. O Fluminense foi campeão da Recopa Sul-Americana de 2024.

### Conquistas intercontinentais
Para além dos limites da América do Sul, o Flamengo conquistou a Copa Intercontinental em 1981, conquista oficial por UEFA e CONMEBOL, tratada pela imprensa da época como o título mundial de clubes, e desde outubro de 2017 reconhecida pela FIFA como tal, enquanto o Fluminense conquistou a Copa Rio de 1952, organizada pela CBD e pelo próprio clube que recebeu tratamento de troféu mundial pela imprensa da época, e o Vasco da Gama venceu  a Taça Rivadavia de 1953, competição sucessora da Copa Rio, tendo sido também da CBD e com contato telefônico com o dirigente Ottorino Barassi da FIFA, e tratada na Europa como uma edição da Copa Rio, por exemplo entendida como um mundial de clubes pelo participante europeu Hibernian, embora de fato a Copa Rio tenha se encerrado em 1952 e tenha sido criado um torneio com personalidade jurídica própria, e a competição de 1953 jamais tenha sido comentada pela FIFA em suas manifestações recentes.
A despeito das citadas competições de 1952 e 1953 terem contado com certo reconhecimento da imprensa e dos clubes participantes como copas mundiais de clubes (cada competição tendo tido este reconhecimento em maior ou menor grau), a Copa Intercontinental disputada entre 1960 e 2004 foi a única delas posteriormente reconhecida pela FIFA como um mundial de clubes, em decisão de 27/10/2017, sendo portanto o Flamengo o único clube carioca reconhecido como campeão mundial. As competições de 1952 e 1953, a despeito de não serem reconhecidas como Mundiais de Clubes, foram organizadas em caráter oficial pela CBD (entidade oficial do futebol brasileiro), com regulamento previamente estabelecido determinando critérios técnicos classificatórios para os participantes brasileiros, sendo portanto competições oficiais perante todos os clubes brasileiros, e almejadas por todos os 4 grandes clubes cariocas, em uma época (antes de 1955) quando instituições oficiais internacionais (FIFA e CONMEBOL, posteriormente sendo fundada a UEFA) se negavam a organizar diretamente competições de clubes.
No quesito competições mundiais de clubes realizadas a partir de 1960, o Vasco possui o triste recorde de ser, até hoje, o único clube que jogou duas competições mundiais de clubes (1998 e 2000) com base em um único título continental (1998), sem ter logrado o título mundial em nenhuma das duas ocasiões, com o Fluminense tendo sido finalista da Copa do Mundo de Clubes da FIFA de 2023 e semifinalista da Copa do Mundo de Clubes da FIFA de 2025.
Durante a primeira Copa do Mundo de Clubes da FIFA realizada em 2025 e disputada por Botafogo, Flamengo e Fluminense,  habiltados entre os 32 participantes de todos os continentes,a FIFA publicou um documento que igualou os títulos intercontinentais do Fluminense (1952), Flamengo (1981) e demais conquistas intercontinentais conquistadas por outros clubes pré-Copa do Mundo com a definição de títulos interconfederacionais. Na maior competição internacional de clubes da FIFA já realizada o Fluminense terminou em quarto lugar, a melhor colocação de um clube não europeu na competição.

### Conquistas em torneios não-oficiais
Além destas conquistas, todos os quatro grandes clubes cariocas conquistaram diversos torneios amistosos, nacional e internacionalmente, incluindo alguns dos mais conhecidos mundialmente, como Copa Kirin, Torneio de Paris, Troféu Ramón de Carranza e Troféu Teresa Herrera, entre outros, podendo ser destacada a conquista, pelo Vasco, do Torneio Internacional de Paris de 1957, torneio que, se por um lado foi organizado como amistoso, sua final foi a primeira partida citada como "o melhor time sul-americano contra o melhor time europeu" antes da criação da Copa Intercontinental, tendo sido a única derrota de um campeão europeu (no caso, o Real Madrid, desde a criação da Copa dos Campeões da Europa até a primeira edição da Copa Intercontinental) para rival não-europeu antes da criação da citada Copa Intercontinental em 1960, e a conquista foi citada à época pelo Jornal dos Sports como um título mundial de clubes ao Vasco da Gama.
O Vasco da Gama defendeu a ideia de que sua vitória no Torneio de Paris de 1957, assim como o título brasileiro na Copa da Mundo de 1958, mostraram à Europa a qualidade do futebol brasileiro e sul-americano, influenciando para o anúncio de criação da Copa Intercontinental, anunciada em outubro de 1958.
A conquista do Vasco em Paris, contudo, não possui reconhecimento por UEFA, FIFA ou CONMEBOL. Botafogo e Fluminense também venceram edições do Torneio de Paris, disputadas posteriormente, após o estabelecimento da Copa Intercontinental como o torneio euro-sul-americano oficial de UEFA e Conmebol. 
Outra competição em que um clube carioca derrotou o vigente campeão europeu foi o Troféu Teresa Herrera de 1996, vencido pelo Botafogo contra o Juventus. 
O Botafogo ostenta ainda 3 títulos no Troféu Triangular de Caracas, que o clube chegou a considerar como um mundial de clubes, tendo recebido resposta negativa da FIFA à possibilidade de reconhecimento do mesmo, cabendo observar que estas conquistas do Botafogo ocorreram depois de 1960, quando UEFA e CONMEBOL estabeleceram a Copa Intercontinental como o título intercontinental oficial entre Europa e América do Sul.
Um levantamento da revista Placar em 2017, apontou o Fluminense como o clube brasileiro com o segundo melhor aproveitamento contra times europeus, com 65,7% de aproveitamento, atrás apenas do Grêmio, o Vasco da Gama como o clube que mais jogou, tendo atuado em 237 partidas, o Flamengo como o clube com maior variação de adversários e países, 134 adversários de 32 países, e o Botafogo presente entre os 5 primeiros em 6 dos 12 quesitos apontados pela revista.

## O futebol no Estado do Rio de Janeiro

### Campeonato Carioca

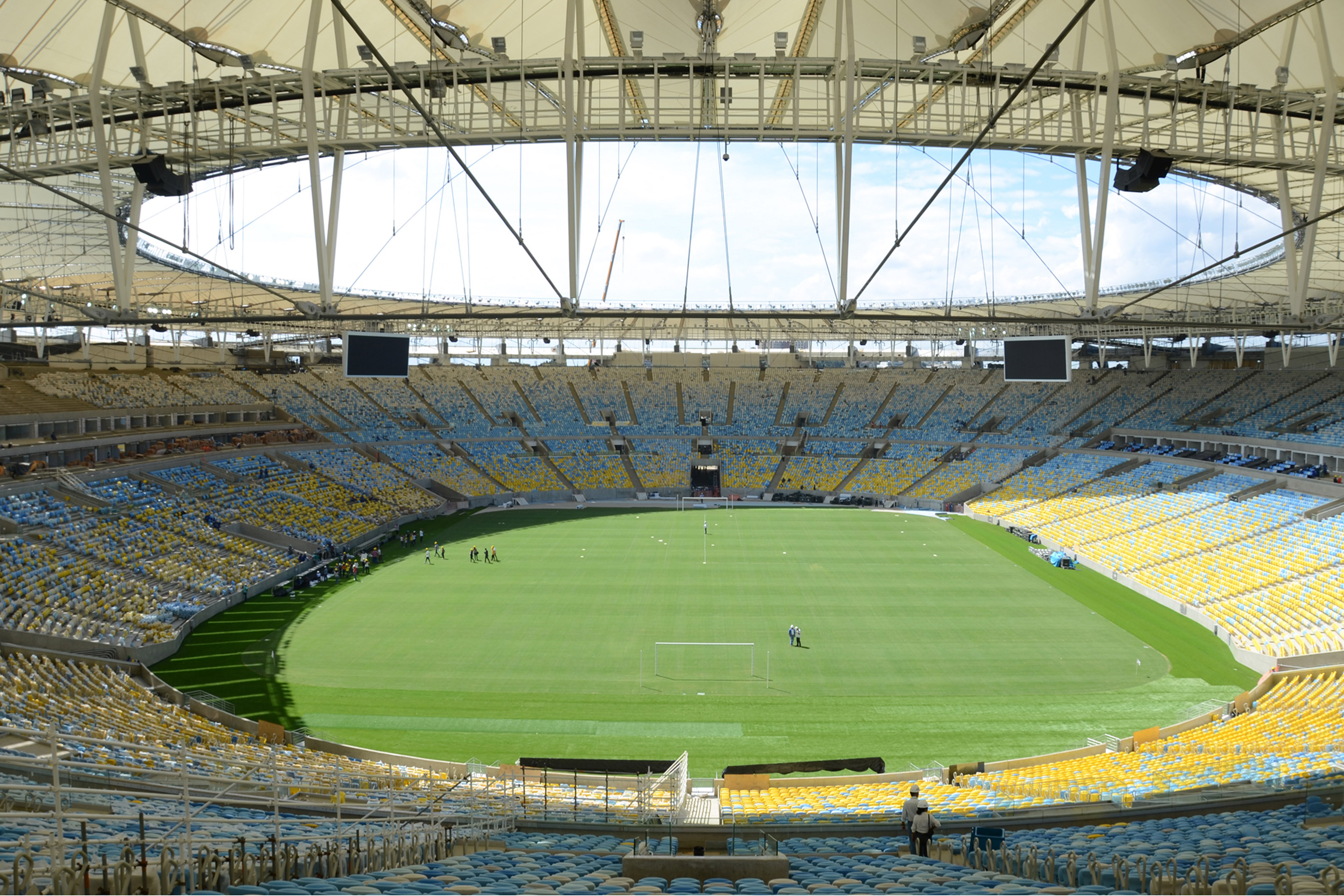
Parte interior do Estádio do Maracanã, o mais famoso do Brasil e um dos mais famosos do mundo, localizado no Rio.

O campeonato do atual Estado do Rio de Janeiro é disputado desde 1979, após a fusão dos estados da Guanabara e do antigo estado do Rio de Janeiro, cuja capital era Niterói. Até então existiam os campeonatos Carioca e Fluminense, além do Fluminense de Seleções.
No entanto, apesar do gentílico do Estado do Rio de Janeiro ser "fluminense", por motivo de tradição manteve-se o termo "carioca" (referente apenas à capital) no título do torneio que passava a abranger todo o Estado do Rio - excluindo da mesma forma o Campeonato Fluminense, de expressão e visibilidade significantemente menor no cenário nacional, da cronologia oficial do campeonato. Portanto, etimologicamente o termo mais correto seria Campeonato Fluminense, e não Campeonato Carioca.
A primeira temporada do campeonato, relativa ao então Distrito Federal, foi disputada em 1906 e é, portanto, a terceira competição estadual mais antiga do país, atrás do Campeonato Paulista e do Campeonato Baiano.
A primeira partida pelo Campeonato Carioca foi disputada no dia 3 de maio de 1906 no Campo da Rua Guanabara, do Fluminense, no bairro de Laranjeiras, e o resultado foi Fluminense 7 a 1 Paysandu, com o primeiro gol da história deste campeonato sendo marcado por Horácio da Costa Santos, do Fluminense.
Durante os primeiros 103 anos de competição, o Fluminense se orgulhou de ser o time com maior número de títulos, isoladamente. Contudo, em 2009 o Flamengo conquistou seu 31º título, superando o rival tricolor no quesito número absoluto de conquistas.

### Divisões inferiores
As divisões inferiores do Campeonato Carioca de Futebol são os torneios de futebol para os clubes do Rio de Janeiro que não participam da Primeira Divisão. Normalmente, as equipes campeãs de uma divisão, são transferidas no ano seguinte para a divisão imediatamente superior. Na Segunda Divisão, o Bonsucesso é o clube com mais títulos conquistados, 7 no total, tendo conquistado ainda um título da Liga Suburbana de Futebol, isso em 1919.
Apesar do mais usual ser a utilização dos termos “primeira divisão”, “segunda divisão” e “terceira divisão”, muitas vezes houve campeonatos com apenas duas divisões ou utilizando nomes diferentes para cada uma das divisões inferiores.
Entre 1994 e 2000, chegou a haver até uma espécie de “quarta divisão” que, contudo, foi nomeada “segunda” e “terceira”, dependendo da quantidade de divisões intermediárias entre esta e a primeira divisão.

### Copa Rio
Competição surgida em 1991, que de 1991 a 1995 contou com a presença dos grandes (obs.: Vasco, em 1994, e Flamengo, em 1995, desistiram no meio da competição), disputada desde 1996 sem a presença destes (exceção de 1998, que contou com o Fluminense e o Flamengo, e 2000, com o Botafogo),[carece de fontes?] apenas pelos "pequenos", tendo como maior campeão o Volta Redonda, com 4 conquistas. 
Foi nesta competição, na sua edição de 1993, a primeira e ao momento única final que o Vasco venceu (3 a 0 no agregado) o Flamengo após a final do Campeonato Carioca de 1988, não considerando jogos decisivos de turnos.
Foi também a decisão do Campeonato da Capital de 1994 (fase da competição) a última decisão entre Fluminense e America (vitória tricolor por 4 a 1).

## Rivalidades

### Rivalidades entre os clubes doRio de Janeiro
Ver: Lista de clássicos de futebol do Rio de Janeiro.

### Rivalidade com clubes deSão Paulo
Sem sombra de dúvida, a grande rivalidade interestadual do futebol do Rio de Janeiro é aquela com o futebol de São Paulo. Em parte resultado de Rio de Janeiro e São Paulo terem sido historicamente as cidades mais populosas e mais influentes do país do ponto de vista político, econômico e cultural, tradicionalmente os dois estados são considerados os mais relevantes do país também no que diz respeito ao futebol. Exemplo disso é o fato que, quando a CBD criou a Copa Rio Internacional com o objetivo de ser uma Copa do Mundo de Clubes, não existia ainda a Taça Brasil, e os campeões de Rio de Janeiro e São Paulo foram indicados pela CBD como representantes do Brasil no citado torneio internacional, pela premissa de que eram os estados mais fortes do futebol brasileiro e por isso seus campeões seriam os mais gabaritados representantes do país. Outro exemplo é o fato que, antes da criação da Taça Brasil, o Torneio Rio-São Paulo chegou a ser chamado pela imprensa de "campeonato brasileiro oficioso", afirmando-se à época que os dois estados possuíam os melhores times do Brasil. O Torneio Rio-São Paulo acabaria sendo o "embrião" do "Robertão" e por conseguinte do próprio Campeonato Brasileiro de Futebol.
De 1959 (ano de criação da Taça Brasil de Futebol e das competições de clubes da Conmebol, disputadas desde 1960) até o fim do ano de 2023, apenas São Paulo possui mais conquistas internacionais oficialmente reconhecidas. São Paulo e Rio de Janeiro também são os estados líderes no que diz respeito a conquistas nacionais oficialmente reconhecidas, e consequentemente no que diz respeito ao somatório de títulos nacionais e internacionais reconhecidos, com ampla vantagem para São Paulo, no período supracitado tendo obtido 79 conquistas, enquanto o futebol do Rio de Janeiro contabilizou no mesmo período 41 conquistas somando-se nacionais e internacionais. 
Todas as pesquisas de torcidas já realizadas com até 1% de margem de erro indicam serem 5 clubes do eixo Rio de Janeiro-São Paulo (Flamengo, Vasco da Gama, Corinthians, Palmeiras e São Paulo) os cinco clubes de maior torcida do Brasil, e indicam os 8 "grandes" clubes deste eixo (os cinco supracitados mais Santos, Fluminense e Botafogo) entre os 12 clubes de maior torcida do Brasil, ou seja, os estados do Rio de Janeiro e São Paulo representando juntos cerca de dois terços dos 13 clubes de maior torcida do Brasil, sendo os únicos 2 estados que possuem 4 clubes cada um entre os maiores do Brasil.
Além de diversos embates decisivos em competições internacionais e nacionais, houve diversas disputas contando apenas com clubes de Rio de Janeiro e São Paulo, algumas disputas não reconhecidas oficialmente (como a Taça dos Campeões Estaduais Rio-São Paulo e o Torneio Quinela de Ouro), e pelo menos 5 competições oficiais entre clubes dos 2 Estados: a Taça Ioduran, o já citado Torneio Rio-São Paulo, o Torneio Início do Rio-São Paulo de 1951 (uma espécie de "edição extra" do Torneio Rio-São Paulo de 1951 porém disputado com as regras do Torneio Início), o Torneio Ricardo Teixeira (disputado em 1993 como um Torneio Rio-São Paulo de "segunda divisão", ou de "segunda linha") e o Torneio João Havelange (organizado pela CBF em 1993 como uma espécie de "recopa" entre os vencedores dos torneios disputados em Rio de Janeiro e São Paulo naquele ano). No total dos títulos nestas competições (as cinco interestaduais oficiais), a vantagem é de São Paulo, com 20 títulos, contra 14 do Rio de Janeiro (até novembro de 2019).
No que diz respeito à rivalidade entre clubes, pode-se dizer que há rivalidade entre todos os clubes "grandes" do eixo Rio de Janeiro-São Paulo, com algumas eventuais polêmicas intra ou extra-campo tendo ocorrido nas partidas entre os mesmos. Como exemplo de rivalidade mais acirrada, pode-se citar a rivalidade dos clubes cariocas com o Corinthians: pesquisa realizada em 2012 apontou que, de forma geral, torcedores de Flamengo, Fluminense e Vasco da Gama veem o Corinthians como um rival mais ferrenho que o Botafogo, e que os torcedores do Vasco colocam o Corinthians como rival mais ferrenho que Botafogo e Fluminense. No universo de dados da pesquisa, foram os únicos casos em que uma rivalidade interestadual apareceu com mais destaque que tradicionais rivalidades locais, o que é provavelmente explicado pelo fato de Flamengo e Corinthians despontarem como as duas maiores torcidas do Brasil, e pelo Corinthians ter sobrepujado o Vasco em quase todas as decisões disputadas entre os dois clubes. 
Em partida válida pelo Torneio Rio-São Paulo de 1954, houve o recorde de expulsões do futebol brasileiro na vitória da Portuguesa por 3 a 1 sobre o Botafogo no Estádio do Pacaembu, quando após briga envolvendo todos os jogadores, o árbitro carioca Carlos de Oliveira Monteiro, também conhecido como "Tijolo", expulsou os 22 jogadores que estavam em campo.

### Rivalidade com clubes de outros estados
O futebol do Rio de Janeiro não possui, com outros estados além de São Paulo, uma rivalidade tão tradicional quanto a existente para com este. Houve disputas decisivas de clubes do Rio de Janeiro com clubes de outros Estados, algumas marcadas por polêmicas intra ou extra-campo, podendo ser citadas duas (do Flamengo) por serem atípicas, sem nenhum paralelo conhecido: uma com o Clube Atlético Mineiro, decorrente, em parte, do extremamente atípico e polêmico desenlace do jogo de desempate da 1ª fase entre os dois clubes na Copa Libertadores da América de 1981, e a animosidade com o Sport Club do Recife em decorrência da polêmica sobre o Campeonato Brasileiro de 1987.
O Club Athletico Paranaense protagonizou pelo menos 4 partidas conturbadas contra clubes cariocas: no Campeonato Brasileiro de 1996, contra o Fluminense, no Estádio das Laranjeiras, uma invasão de campo de parte da torcida do Fluminense para agredir o goleiro adversário Ricardo Pinto, após provocação do ex-goleiro tricolor aos torcedores, gerando uma briga generalizada; na Copa do Brasil de 1997, partida em que o clube paranaense eliminou o Vasco da Gama, com a arbitragem de Oscar Roberto de Godoy contestada pelo Vasco da Gama, com gravações de conversas telefônicas posteriormente divulgadas associando esta partida (supostamente) ao escândalo do Caso Ivens Mendes; no Campeonato Brasileiro de 2013, partida com o Vasco com briga generalizada entre os torcedores dos dois clubes deixando diversos feridos e mesmo nas categorias de base, com o Fluminense sagrando-se campeão do Campeonato Brasileiro Sub-17 de 2020 na Arena da Baixada ao vencer o Athletico por 2 a 1, com pancadaria ao fim do jogo provocada pelos jogadores adversários.
O pênalti que resultou na conquista da Copa do Brasil de 1992 pelo Sport Club Internacional sobre o Fluminense é uma das grandes polêmicas da História da Copa do Brasil. Em entrevista para os jornais LANCE! (RJ) e Zero Hora (RS), Pinga confessou que "cavou o pênalti", momento habitualmente lembrado quando os dois clubes se confrontam, notadamente em momentos decisivos.
Em partida válida pelo Campeonato Brasileiro de 2009, Fluminense e Coritiba Foot Ball Club decidiram, no Estádio Couto Pereira lotado por mais de 32.000 torcedores, a permanência na primeira divisão, em uma partida tensa na qual o Flu manteve-se na primeira e o resultado de 1 a 1 acabou por rebaixar o Coxa, tendo havido atos de violência por parte da torcida local após o encerramento da partida, dentro do estádio e pelas ruas de Curitiba.

## Títulos reconhecidos dos quatro grandes do futebol carioca
Última atualização: 2 de fevereiro de 2025[A]
| Competições internacionais | Botafogo | Flamengo | Fluminense | Vasco da Gama |
| -------------------------- | -------- | -------- | ---------- | ------------- |
| Copa Intercontinental      | 0        | 1        | 0          | 0             |
| Copa Rio Internacional     | 0        | 0        | 1          | 0             |
| Octogonal Rivadávia        | 0        | 0        | 0          | 1             |
| Copa Libertadores          | 1        | 3        | 1          | 1             |
| Sul-Americano de Campeões  | 0        | 0        | 0          | 1             |
| Copa Mercosul              | 0        | 1        | 0          | 1             |
| Copa Conmebol              | 1        | 0        | 0          | 0             |
| Copa Ouro                  | 0        | 1        | 0          | 0             |
| Recopa Sul-Americana       | 0        | 1        | 1          | 0             |
| Total                      | 2        | 7        | 3          | 4             |
| Competições nacionais      | Botafogo | Flamengo | Fluminense | Vasco da Gama |
| Campeonato Brasileiro      | 3        | 7        | 4          | 4             |
| Copa União                 | 0        | 1        | 0          | 0             |
| Copa do Brasil             | 0        | 5        | 1          | 1             |
| Copa dos Campeões          | 0        | 1        | 0          | 0             |
| Supercopa do Brasil        | 0        | 3        | 0          | 0             |
| Total                      | 3        | 17       | 5          | 5             |
| Competições interestaduais | Botafogo | Flamengo | Fluminense | Vasco da Gama |
| Torneio Rio-São Paulo      | 4        | 1        | 2          | 3             |
| Torneio João Havelange     | 0        | 0        | 0          | 1             |
| Primeira Liga              | 0        | 0        | 1          | 0             |
| Taça Ioduran               | 0        | 0        | 1          | 0             |
| Total                      | 4        | 1        | 4          | 4             |
| Competições estaduais      | Botafogo | Flamengo | Fluminense | Vasco da Gama |
| Campeonato Carioca         | 21       | 38       | 33         | 24            |
| Copa Rio Estadual          | 0        | 1        | 1          | 2             |
| Torneio Início             | 8        | 6        | 9          | 10            |
| Torneio Aberto             | 0        | 1        | 1          | 0             |
| Torneio Municipal          | 1        | 0        | 2          | 4             |
| Cidade Maravilhosa         | 1        | 0        | 0          | 0             |
| Torneio Relâmpago          | 0        | 1        | 0          | 2             |
| Torneio Extra              | 1        | 1        | 1          | 2             |
| Taça Guanabara             | 2        | 1        | 3          | 1             |
| Total                      | 34       | 49       | 50         | 45            |
| Todas as competições       | Botafogo | Flamengo | Fluminense | Vasco da Gama |
| Total                      | 43       | 74       | 62         | 58            |

Notas
- A. ^ Critérios da lista: São listados os títulos reconhecidos dos quatro clubes considerados "grandes" no futebol do  Rio de Janeiro, no futebol de campo, masculino, adulto, em competições abertas à possibilidade de participação da equipe principal dos clubes, sendo portanto desconsideradas competições de equipes de juniores (divisões de base), equipes femininas, outras modalidades de futebol (areia, futsal, etc), torneios de aspirantes e reservas (2º e 3º quadros), turnos e fases de campeonatos, divisões de acesso, e torneios de amadores disputados após a implantação do profissionalismo. Não são computadas competições que já são "parte" de outras, não sendo elas próprias competições independentes, como os turnos do Campeonato Carioca, a Zona Sul da Taça Brasil, e títulos honoríficos por partidas que já são parte de uma competição (ex: Troféu Super-Clássicos da Ferj). Por imparcialidade, não são levadas em consideração valorações opinativas sobre a "importância" ou "valor" das competições oficiais, como por exemplo a Revista Placar ter qualificado a Copa Ouro como "caça-níqueis da Conmebol".[109] Pela mesma razão, os próprios clubes e seus torcedores não são considerados como fonte: o site do Flamengo, por exemplo, atualmente cita três conquistas (Torneio Rio-São Paulo de 1940, Taça dos Campeões Estaduais Rio-São Paulo de 1956 e  "Taça dos Campeões Brasileiros de 1992"),[110] que não constavam do site do mesmo até janeiro de 2013,[111] e que, segundos as fontes primárias e independentes presentes nos respectivos verbetes, ou não foram homologados ao clube (caso de 1940) ou eram partidas amistosas (casos de 1956 e 1992). A lista não inclui títulos de divisões inferiores, e não inclui os Torneios Início, pois em função do regulamento extremamente diferenciado dos mesmos, em geral não são computados em estatísticas sobre partidas.[112]
- As competições incluídas na totalização da lista acima, além de reconhecidas, são competições que, ou incluíram todos os quatro grandes, ou nas quais a participação do(s) representante(s) carioca(s) (via classificação ou convite) era lastreada em critérios técnicos: por exemplo, no caso dos torneios extintos, o Flamengo foi convidado à Copa Ouro como vice-campeão da Supercopa da Libertadores, substituindo o campeão; Fluminense, Flamengo e Vasco da Gama disputaram a Taça Ioduran (Fluminense), a Copa Rio de 1952 (Fluminense), o Sul-Americano de Campeões de 1948 (Vasco da Gama), a Copa dos Campeões de 2001 (Flamengo) e o Torneio João Havelange de 1993 (Vasco da Gama) em função dos seus títulos no Campeonato Carioca; e os participantes cariocas se classificavam à Taça Rivadavia de 1953 através de sua colocação no Torneio Rio-São Paulo. Não foram incluídas na lista outras competições interestaduais, nacionais e internacionais que não fossem baseadas em critérios técnicos mas na negociação entre clubes participantes e outros organizadores (emissoras de TV, por exemplo), como Torneio do Povo, Primeira Liga do Brasil, Copa dos Campeões Mundiais, etc (torneios que não foram organizados em caráter oficial por CBD ou CBF, mas que chegaram a ser incluídos no calendário do futebol brasileiro por alguns poucos anos, porém com a escolha dos clubes participantes não sendo lastreada em critérios técnicos mas sim em negociações entre clubes e organizadores, sendo estes últimos em geral clubes e emissoras de TV).
- Sobre as competições estaduais, é computado o Campeonato Carioca de Futebol, principal competição de clubes do Estado, em todas as suas edições, e além deste, são computadas apenas as competições estaduais oficiais que tenham incluído todos os quatro "grandes" clubes cariocas, ou cujo critério classificatório possibilitasse a participação de qualquer um dos quatro "grandes". No caso da Taça Guanabara, são computadas apenas as edições disputadas separadamente do Campeonato Estadual. No caso da Copa Rio, competição criada para indicar o segundo representante do Estado na Copa do Brasil, os "grandes" clubes cariocas deixaram de disputá-la após passarem a ter vaga garantida na citada competição nacional: Vasco da Gama e Flamengo abandonaram a Copa Rio, no seu decorrer, respectivamente em 1994 e 1995, porque já tinham vaga garantida na Copa do Brasil do ano seguinte, e todos os quatro "grandes" clubes desistiram da competição a partir de 1996 quando a CBF passou a incluir todos o quatro na Copa do Brasil. Desistências deste tipo ocorreram em outros casos: por exemplo, o Flamengo desistiu de participar da Copa do Brasil de 1992 (disputada no 2º semestre de 1992) porque já havia garantido vaga na Copa Libertadores de 1993 através do Campeonato Brasileiro de 1992 (disputado no 1º semestre de 1992).[113] Seguindo o critério estabelecido, são contabilizados os títulos dos "grandes" clubes na Copa Rio, pois todas as edições vencidas pelos "grandes" contaram com todos os quatro, exceto a de 1998. No caso dos torneios Aberto e Copa Record, estes contaram com dois entre os atuais quatro "grandes" clubes cariocas, enquanto cada um dos Torneios Extra contou com pelo menos três, razão pela qual estes torneios não são contabilizados na lista. No Torneio Aberto, Botafogo e Vasco da Gama não participaram, pois embora "teoricamente" aberto a inscrições de quaisquer times, o torneio era organizado pela Liga Carioca de Futebol, enquanto os 2 clubes pertenciam à Federação Metropolitana de Desportos.[carece de fontes?] O Torneio Extra não foi uma competição em si, mas um nome dado a alguns torneios desconexos disputados como um torneio "a mais" em seu respectivo ano (daí o nome "Extra"). No caso dos torneios de 1973 (Torneio Erasmo Martins Pedro) e 1990 (Taça Adolpho Bloch, também chamada à época de Campeonato Carioca Extra),[114] estes são computados como edições do Torneio Extra por algumas fontes, mas não por outras. Independente da nomenclatura "Extra", as competições de 1973 e 1990 foram organizadas pela Federação da época, em 1973 pela Federação Carioca de Futebol[115] e em 1990 pela Federação de Futebol do Estado do Rio de Janeiro,[116] como campeonatos "extra" em seu respectivo ano. O Botafogo não participou do Torneio Extra de 1934 por não ser filiado à Liga Carioca de Futebol, o Vasco da Gama abandonou este mesmo torneio ao desfiliar-se da citada Liga, o Fluminense não participou do de 1938 por razões desconhecidas e do de 1973 por não ter sido convidado,[117] e o Flamengo não participou do de 1990 por opção própria.[116] Os demais Torneios Extra contaram com todos os "grandes", totalizando 1 conquista do Fluminense e 1 do America.

## Jogadores que defenderam todos os 4 grandes durante sua carreira
Esta seção traz uma lista com os jogadores que defenderam profissionalmente, ao menos uma vez, todos os 4 grandes enquanto jogadores. Até hoje, 17 futebolistas vestiram as 4 camisas, sendo o primeiro deles o zagueiro Moisés (que completou o ciclo pelo Fluminense, em 1979) e o último o meia Diego Souza, que entrou para o grupo em 2019.
- Legenda: Em negrito, o ano em que ele entrou nesta lista.

| #  | Jogador             | Posição          | Anos no Botafogo   | Anos no Flamengo | Anos no Fluminense | Anos no Vasco    |
| -- | ------------------- | ---------------- | ------------------ | ---------------- | ------------------ | ---------------- |
| 01 | Moisés              | Zagueiro         | 1970               | 1968 / 1978      | 1979               | 1971–1976        |
| 02 | Paulo Cézar Caju    | Ponta-esquerda   | 1967–1972          | 1972–1974        | 1975–1977          | 1980             |
| 03 | Afonsinho           | Meia             | 1966–1970          | 1973–1974        | 1981               | 1971             |
| 04 | Nielsen Elias       | Goleiro          | 1980 / 1982        | 1978–1979        | 1971–1973          | 1981             |
| 05 | Cláudio Adão        | Atacante         | 1980 / 1984 / 1988 | 1977–1979 / 1983 | 1981               | 1982 / 1985      |
| 06 | Vítor Beckenbauer   | Volante          | 1987–1989          | 1978–1983        | 1989–1990          | 1985–1987        |
| 07 | Válber              | Zagueiro         | 1991–1992          | 1995–1996        | 1990–1991          | 1997–1998        |
| 08 | Leandro Ávila       | Volante          | 1995 / 2001        | 1998–2001 / 2002 | 1997–1998          | 1992–1995 / 1996 |
| 09 | Carlos Alberto Dias | Meia             | 1990–1992          | 1994             | 1998               | 1993             |
| 10 | Bruno Carvalho      | Lateral-direito  | 1996–1997          | 2000–2001        | 1998–1999          | 1993–1995        |
| 11 | Leonardo Inácio     | Lateral-esquerdo | 2001–2002          | 1993–2000        | 2003               | 2003–2004        |
| 12 | Beto Cachaça        | Meia             | 1994–1996          | 1998–2000        | 2002               | 2003–2004        |
| 13 | Leandro Eugênio     | Lateral-esquerdo | 2000–2002          | 1997–1999        | 2005               | 2003             |
| 14 | Leonardo Moura      | Lateral-direito  | 2001               | 2005–2015        | 2004               | 2002             |
| 15 | Renato Silva        | Zagueiro         | 2007–2008          | 2005–2006        | 2007               | 2011–2013        |
| 16 | Julio César         | Lateral-esquerdo | 2013–2014          | 2003–2005        | 2010–2012          | 2015–2017        |
| 17 | Diego Souza         | Meia / Atacante  | 2019               | 2005–2006        | 2003–2005 / 2016   | 2011–2012        |

- Nota 1: o zagueiro Jorge Luiz atuou nos 4 clubes, mas não defendeu o Fluminense no profissional, apenas nas divisões de base.[120]
- Nota 2: o meia Reinier atuou nas categorias de base dos quatro clubes, entretanto só jogou no profissional no Flamengo.[121]

## Treinadores que dirigiram todos os 4 grandes
- Ramón Platero - campeão em 1919 com o Fluminense, e em 1923 com o Vasco.
- Gentil Cardoso - campeão em 1946 com o Fluminense e em 1952 com o Vasco.
- Tim - quatro títulos cariocas como jogador e um como técnico com o Fluminense.
- Zagallo - campeão em 1967/68 com o Botafogo, 1971 com o Fluminense, 1972 e 2001 com o Flamengo.
- Jair Pereira - também treinou o América.
- Abel Braga - campeão carioca como jogador em 1973 e 1975 pelo Fluminense e 1977 pelo Vasco; e como técnico em 2004 pelo Flamengo e 2005, 2012 e 2022 pelo Fluminense.
- Joel Santana - campeão carioca em 1992/93 pelo Vasco, 1995 pelo Fluminense, 1996 pelo Flamengo, 1997 pelo Botafogo, 2008 pelo Flamengo e 2010 pelo Botafogo
- Paulo César Gusmão - jogou pelo Vasco e pelo Botafogo.
- Oswaldo de Oliveira - Vasco em 2000, Fluminense em 2001, 2002, 2006 e 2019; Flamengo em 2003 e 2015, e Botafogo em 2012.

## America e Bangu, grandes no passado
America
Entre os clubes "não-grandes" do futebol carioca, o America pode ser considerado um "ex-grande", já tendo sido avaliado como um dos grandes no passado. No início da popularização do futebol no Rio de Janeiro, o América exercia considerável influência: era um dos clubes que controlava a Liga Metropolitana de Football, entidade responsável pelo Campeonato Carioca. O clube também tinha considerável torcida nas primeiras décadas de 1900, o que pode ser notado pelos borderôs da época, nos quais o clube figurava como tendo uma das maiores médias de renda de público, tanto em jogos em casa quanto fora. Em 1954, o América aparecia como a quarta maior torcida do Rio de Janeiro (à frente da do Botafogo), chegou a ser o 16º do ranking nacional da CBF, e é o único carioca "não-grande" a ter vencido um campeonato nacional oficial de 1ª divisão, o Torneio dos Campeões de 1982, ostentando ainda entre as suas glórias, 7 títulos do Campeonato Carioca, 1 da Taça Ioduran, 2 do Torneio Extra e 1 do Torneio Relâmpago, entre outros títulos importantes, tendo alcançado as semifinais do Campeonato Brasileiro em 1986. O America é o clube cujo nome próprio mais foi copiado por outros clubes do Brasil (sem considerar clubes que são conhecidos como Atlético/Esporte/Esportiva/etc, palavras que originalmente não são substantivos próprios).
Bangu
No caso do Bangu, este sagrou-se duas vezes campeão carioca, foi vice-campeão brasileiro  em 1985, e conquistou a International Soccer League, competição chamada de Mundial de Clubes quando da sua criação, e autorizada pela FIFA quando de sua realização, porém sem possuir reconhecimento pela mesma. O Bangu também já chegou a ser apontado como um dos grandes clubes do Rio de Janeiro em seus melhores momentos, como foi pelo jornalista Mário Filho em 1951, e por seu irmão Nelson Rodrigues, em 1966.

## Outros clubes do futebol fluminense
A lista de títulos da seção acima inclui os quatro principais clubes do futebol carioca e America e Bangu são citados em seção própria. Outros dois clubes da cidade do Rio de Janeiro foram campeões de competições agregadas no item "Todas as competições" da lista: São Cristóvão (2 Campeonato Carioca e 1 Torneio Municipal) e Paissandu (1 Campeonato Carioca). 
Os clubes dos outros municípios fluminenses só passaram a disputar as mesmas competições que os clubes da capital após a fusão das duas federações estaduais, decorrente da fusão dos antigos estados da Guanabara e do Rio de Janeiro, resultando na atual Federação de Futebol do Estado do Rio de Janeiro. Entre estes clubes, o Volta Redonda, da cidade da qual ostenta o nome, conquistou 2 edições da Copa Rio ainda no período inicial desta (1991-1995), quando a mesma contava com a participação dos grandes clubes cariocas.
Campo Grande, Macaé, Olaria, e de novo citado o Volta Redonda, foram outros clubes fluminenses campeões em pelo menos uma das divisões de acesso do Campeonato Brasileiro de Futebol.
O Americano da cidade de Campos dos Goytacazes do Módulo Azul do Campeonato Brasileiro de 1987, na prática equivalente em competitividade a uma divisão de acesso. Já o seu rival citadino Goytacaz foi vice-campeão brasileiro da Série B de 1985.

## Médias de público por clube nas principais competições

### Campeonato Carioca
O  Campeonato Carioca representa a principal competição estadual dos clubes locais, organizado pela FERJ.
- Período: entre 1971 e 2023, exceto 2001 a 2003.[132]

1. Flamengo: 28.309
2. Fluminense: 20.214
3. Vasco da Gama: 20.160
4. Botafogo: 15.991
5. America: 7.117
6. Bangu: 4.338
7. Goytacaz: 3.869
8. Volta Redonda: 3.540
9. Bonsucesso: 3.540
10. Campo Grande: 2.838
11. Madureira: 2.571
12. Americano: 2.456
13. Olaria: 2.361
14. São Cristóvão: 2.293
15. Nova Iguaçu: 2.031

### Campeonatos nacionais
Inclui o Campeonato Brasileiro séries A, B, C, D e a Copa do Brasil entre 1959 e 2024, todas as competições organizadas pela CBF.
1. Flamengo: 30.991
2. Fluminense: 17.800
3. Vasco da Gama: 17.780
4. Botafogo: 15.048
5. America: 4.831

### Copa Libertadores da América
A Copa Libertadores da América é a principal competição continental, o período pesquisado foi entre 1960 e 2019 e incluiu clubes com pelo menos seis participações até então, de modo que o Botafogo e o Bangu que também participaram dessa competição não foram citados nessa pesquisa.
1. Flamengo: 34.705
2. Fluminense: 29.471
3. Vasco da Gama: 14.648

## Retrospecto no Campeonato Brasileiro
- Campeonato Brasileiro de Futebol - Série A, a principal competição nacional, organizado pela CBF.
- Período: 1937 e 1959/2024.

| Clube         | Campeões                                      | Vices                       | Terceiro lugar                          | Quarto lugar                            | Total entre os quatro primeiros | Participações |
| ------------- | --------------------------------------------- | --------------------------- | --------------------------------------- | --------------------------------------- | ------------------------------- | ------------- |
| Flamengo      | 7 (1980, 1982, 1983, 1992, 2009, 2019 e 2020) | 3 (1964, 2018, 2021)        | 3 (1987, 2007 e 2016)                   | 3 (2011 e 2023)                         | 14                              | 59            |
| Vasco da Gama | 4 (1974, 1989, 1997 e 2000)                   | 4 (1965, 1979, 1984 e 2011) | 2 (1968 e 1992)                         | 2 (1959 e 1978)                         | 12                              | 53            |
| Fluminense    | 4 (1970, 1984, 2010 e 2012)                   | 1 (1937)                    | 6 (1960, 1975, 1988, 2001, 2011 e 2022) | 6 (1966, 1976, 1991, 1995, 2002 e 2007) | 17                              | 59            |
| Botafogo      | 3 (1968, 1995 e 2024)                         | 3 (1962, 1972 e 1992)       | 1 (1971)                                | 5 (1963, 1969, 1981, 1989 e 2013)       | 12                              | 59            |
| Bangu         | 0                                             | 1 (1985)                    | 0                                       | 0                                       | 1                               | 11            |
| America       | 0                                             | 0                           | 1 (1961)                                | 1 (1986)                                | 2                               | 19            |

## Retrospecto na Copa Libertadores da América
- Copa Libertadores da América, a principal competição continental, organizada pela Conmebol.

* Tabela atualizada até o início da Copa Libertadores da América de 2024.
* Em negrito os anos com título dos clubes.
* Em sublinhado os anos com vice-campeonatos dos clubes.
* Tabela organizada em ordem de número de participações, conquistas, vice-campeonatos, melhores participações e pontuação histórica. 
* O Vasco conquistou o Campeonato Sul-Americano de Campeões em 1948, que lhe concede o título de campeão sul-americano, mas a competição não é incluída nas estatísticas da Copa Libertadores da América pela Conmebol.
| Clube         | Participações | Total entre os quatro primeiros |
| ------------- | --- | ------------------------------- |
| Flamengo      | 20 (1981, 1982, 1983, 1984, 1991, 1993, 2002, 2007, 2008, 2010, 2012, 2014, 2017, 2018, 2019, 2020, 2021, 2022, 2023 e 2024) | 6                               |
| Fluminense    | 10 (1971, 1985, 2008, 2011, 2012, 2013, 2021, 2022, 2023 e 2024)                                                             | 2                               |
| Vasco da Gama | 9 (1975, 1980, 1985, 1990, 1998, 1999, 2001, 2012 e 2018)                                                                    | 1                               |
| Botafogo      | 6 (1963, 1973, 1996, 2014, 2017 e 2024)                                                                                      | 3                               |
| Bangu         | 1 (1986) | 0                               |